# Gieorgij Sakiricz
Gieorgij Sakiricz (ros. Георгий Сакирич, ur. w 1884) – szablista reprezentujący Rosję, uczestnik igrzysk w Sztokholmie w 1912 roku, gdzie wystartował w indywidualnym i drużynowym turnieju szablistów.